# Bupleurum scorzonerifolium
Bupleurum scorzonerifolium là một loài thực vật có hoa trong họ Hoa tán. Loài này được Willd. mô tả khoa học đầu tiên năm 1814.